# Lacrosse vid olympiska sommarspelen 1904
Vid olympiska sommarspelen 1904 avgjordes en turnering i lacrosse. Turneringen hölls mellan 5 och 7 juli 1904 på Francis Field. Antalet deltagare var 36 tävlande från två länder.

## Medaljfördelning
| Medaljfördelning |        |      |        |       |        |
| Placering        | Nation | Guld | Silver | Brons | Totalt |
| 1                | Kanada | 1    | 0      | 1     | 2      |
| 2                | USA    | 0    | 1      | 0     | 1      |

## Medaljörer

### Herrar
| Gren     | Guld | Silver | Brons |
| Lacrosse | Kanada · Shamrock Lacrosse Team · Eli Blanchard · William Brennaugh · George Bretz · William Burns · George Cattanach · George Cloutier · Sandy Cowan · Jack Flett · Benjamin Jamieson · Stuart Laidlaw · Hilliard Lyle · Lawrence Pentland | USA · St. Louis Amateur Athletic Association · J. W. Dowling · W. R. Gibson · Patrick Grogan · Tom Hunter · Albert Lehman · W. A. Murphy · William Partridge · George Passmore · William T. Passmore · W. J. Ross · Jack Sullivan · A. H. Venn · A. M. Woods | Kanada · Mohawk Indians · Black Hawk · Black Eagle · Almighty Voice · Flat Iron · Spotted Tail · Half Moon · Lightfoot · Snake Eater · Red Jacket · Night Hawk · Man Afraid Soap · Rain in Face |

## Deltagande nationer
Totalt deltog 36 lacrossespelare från två länder vid de olympiska spelen 1904 i Saint Louis.
|                          |  |  |
| - Kanada (24) - USA (12) |  |  |